# فرع قولوني للشريان اللفائفي القولوني
فرع قولوني للشريان اللفائفي القولوني هو شريان قصير في البطن. ينقسم الشريان اللفائفي القولوني المتفرع من الشريان المساريقي العلوي إلى شريان أعوري خلفي و فرع لفائفي من شريان لفائفي قولوني و شريان زائدي والشريان القولوني الصاعد.